# Lijst van architecten
Zie ook:
- Lijst van Belgische architecten
- Lijst van Nederlandse architecten

Hieronder volgt een lijst van architecten, alfabetisch gerangschikt per eeuw

## Vroege architecten
- Anthemios van Tralles (ca. 474 - ca. 534)
- Apollodorus van Damascus (ca. 50 - ca. 130)
- Hippodamus van Milete (5e eeuw v.Chr.)
- Ictinus (5e eeuw v.Chr.)
- Imhotep
- Isidorus van Milete (442-537)
- Kallikrates (5e eeuw v.Chr.)
- Lu Ban (鲁班)
- Mnesicles (5e eeuw v.Chr.)
- Senenmoet
- Suger van St. Denis (ca. 1080-1151)
- Vitruvius (ca. 85 - 20 v.Chr.)
- Yu Hao

## 13e eeuw
- Renaud de Cormont
- Thomas de Cormont
- Villard de Honnecourt
- Jean de Loup
- Robert de Luzarches
- Jean d'Orbais
- Gaucher de Reims
- Bernard de Soisons

## 14e eeuw
- Cristoforo da Bolzano
- Jacopo Celega
- Pier Paolo Celega
- Frà Giovanni degli Eremitani
- Giotto di Bondone
- Jean d'Oisy
- Jan II Keldermans
- Peter Parler
- Giovanni Pisano

## 15e eeuw
- Leon Battista Alberti
- Donato Bramante
- Filippo Brunelleschi
- Leonardo da Vinci
- Matthijs de Layens
- Herman I de Waghemaeckere
- Andries I Keldermans
- Antoon I Keldermans
- Antoon II Keldermans
- Stephanus Lapicidus
- Annibale Maggi detto Da Bassano
- Michelozzo Michelozzi
- Everaert Spoorwater
- Jean Texier
- Jan van der Wouwe
- Jacob van Tienen
- Sulpitius van Vorst

## 16e eeuw
- Galeazzo Alessi
- Bartolomeo Ammanati
- Michelangelo Buonarroti
- Juan de Herrera
- Hendrick de Keyser
- Laurens II Keldermans
- Marcelis Keldermans
- Rombout II Keldermans
- Philibert de l'Orme
- Hendrik van Paesschen
- Andrea Palladio
- Antonio da Sangallo
- Michele Sammicheli
- Rafaël (Raffaello Santi)
- Vincenzo Scamozzi
- Koca Mimar Sinan Agha
- Giorgio Vasari
- Giacomo Barozzi da Vignola

## 17e eeuw
- Gian Lorenzo Bernini
- Francesco Borromini
- Jacob van Campen
- Pietro da Cortona
- Adriaan Dortsman
- Guarino Guarini
- Pieter Huyssens
- Inigo Jones
- Louis le Vau
- Baldassare Longhena
- Carlo Maderno
- Pieter Post
- Carlo Rainaldi
- Daniël Stalpaert
- Nicodemus Tessin the Younger
- Anton van Arenberg
- Giovanni Vermexio
- John Webb
- Elizabeth Mytton Wilbraham
- Christopher Wren

## 18e eeuw
| A - L - Robert Adam - William Adam - Cosmas Damian Asam - Egid Quirin Asam - James Bloodworth - Étienne-Louis Boullée - Alexandre-Théodore Brongniart - William Buckland - Colen Campbell - John Carr of York - Richard Cassels - William Chambers - Jean-Baptiste Chermanne - François de Cuvilliés de Jonge - François de Cuvilliés de Oudere - Pieter De Smet - Laurent-Benoît Dewez - Christoph Dientzenhofer - Kilian Ignaz Dientzenhofer - Johann Bernhard Fischer von Erlach - Johann Michael Fischer - Pierre François Léonard Fontaine - Gerolamo Frigimelica - Ange-Jacques Gabriel - John Gwynn - Peter Harrison - Nicholas Hawksmoor - Johann Lukas von Hildebrandt - James Hoban - Thomas Jefferson - Richard Jupp - Filippo Juvarra - William Kent - Benjamin Latrobe - Giacomo Leoni - Johann Friedrich Ludwig | M - Z - Jules Hardouin-Mansart - Giorgio Massari - Josef Munggenast - Robert Mylne - Ivan Fyodorovich Michurin - Balthasar Neumann - Jacob Otten Husly - Giovanni Paolo Pannini - Edward Lovett Pearce - Charles Percier - Giuseppe Piermarini - Gaetano Matteo Pisoni - Jakob Prandtauer - Francesco Maria Preti - Johann Michael Prunner - Bartolomeo Rastrelli - Charles Ribart - Antonio Rinaldi - Thomas Sandby - Jan Blažej Santini-Aichel - Michael Searles - Jacques-Germain Soufflot - William Thornton - Domenico Trezzini - Jan Pieter van Baurscheidt de Jonge - John Vanbrugh - Luigi Vanvitelli - Bernardo Vittone - John Wood I & II - Giacomo Quarenghi - Dominikus Zimmermann - Johann Baptist Zimmermann - Jan David Zocher |

## 19e eeuw
| A - L - Dankmar Adler - Frank Shaver Allen - Henry Austin - Frans Baeckelmans - Jan-Lodewijk Baeckelmans - Alphonse Balat - Jules Barbier - Charles Barry - Charles Barry jr. - Edward Middleton Barry - Frédéric Auguste Bartholdi - Jos Bascourt - Carlo Bassi - Asher Benjamin - Victor Besme - Jean-Baptiste Bethune - Hendrik Beyaert - Adrianus Bleijs - Henri Blomme - Leonard Blomme - Edward Blore - Alphonse Boelens - Victor Boelens - James Bogardus - Ignatius Bonomi - Joseph Bonomi the Elder - Justin Bruyenne - Gridley James Fox Bryant - David Bryce - Charles Bulfinch - William Burges - William Burn - Decimus Burton - Gerardus Buskens 1853-1933 - Piet Buskens 1872-1939 - J. Cleaveland Cady - Basil Champneys - Albert Charle - Edward Clark - Adolf Cluss - François Coppens - Lewis Cubitt - Thomas Cubitt - Pierre Cuypers - Alexander Jackson Davis - Aimable Delune - Ernest Delune - Leon Delune - Modeste de Noyette - George Devey - John Dobson - Valère Dumortier - Thomas Leverton Donaldson - Carl Ludvig Engel - Aaldert Willem van Erkel - Henri Evers 1855-1929 - Kolyu Ficheto - Eugène Flanneau - Octave Flanneau - Watson Fothergill - Henri Fouquet - Thomas Fuller - Frank Furness - Charles Garnier - Dolf van Gendt - Charles Girault - Nikolai von Glehn - Edward William Godwin - Jules Goethals - Willem de Groot - Gustave Hansotte - Philip Hardwick - Philip Charles Hardwick - William Alexander Harvey - Thomas Hastings - Imre Henszlmann - Victor Horta - William Hosking - Richard Hunt - Árpád Jakab - Péter Jakab - Herman Jaminé - Felix Janlet - Wynand Janssens - Giuseppe Jappelli - William Le Baron Jenney - Horace Jones - Leo von Klenze - Alexander Kropholler - Dirk Kruijf - Jan Kuypers - Henri Labrouste - Barthelemy Lafon - Adolf Láng - Pierre Langerock - Benjamin Henry Latrobe - Thomas Lenihan - Auguste Payen - Joseph Prémont | M - Z - Charles Follen McKim - Samuel McIntire - Enrico Marconi - Leandro Marconi - Oskar Marmorek - Frederick Marrable - Robert Mills - Josef Mocker - Auguste de Montferrand - William Morris - Alfred B. Mullett - John Nash - Joseph Maria Olbrich - Frederick Law Olmsted - Alexander Parris - Maximilien-Joseph Pasquet - Joseph Paxton - John Wornham Penfold - James Pennethorne - Ferenc Pfaff - Albert Pretzinger - A.W.N. Pugin - Bruno Renard - James Renwick jr. - Henry Hobson Richardson - Antonio Rivas Mercado - Robert S. Roeschlaub - Isaiah Rogers - Nicolas Roget - John Root - Carlo Rossi - Johan Hendrik Everwijn Rückert - Archimedes Russell - Gustave Saintenoy - George Gilbert Scott - George Gilbert Scott Junior - Karl Friedrich Schinkel - Gottfried Semper - Franz Seulen - Richard Norman Shaw - Joseph Lyman Silsbee - John Soane - Jan Frederik Staal - Vasily P. Stasov - Imre Steindl - Antal Steinhardt - George Edmund Street - William Strickland - Louis Sullivan - Tieleman Franciscus Suys - Jules Taeymans - Lode Taeymans - Pieter Jozef Taeymans - Thomas Alexander Tefft - Samuel Sanders Teulon - Constantine Andreyevich Ton - Franz Tilley - Ithiel Town - Silvanus Trevail - William Tubby - Richard Upjohn - Jan Van Asperen - Auguste Van Assche - Eugeen Van Dievoet - Frans Van Dijk - Eduard Van Steenbergen - Calvert Vaux - Arthur Verhaegen - Eugène Viollet-le-Duc - Otto Wagner - Thomas U. Walter - Alfred Waterhouse - Adriaan Willem Weissman - Stanford White - William Wilkins - Thomas Worthington - Thomas Henry Wyatt - Ammi B. Young |

## 20e eeuw
| A - L - Alvar Aalto - Max Abramovitz - David Adler - Charles N. Agree - Christopher Alexander - Tadao Ando - Joseph André - Paul Andreu - Walter W. Ahlschlager - Wiel Arets - Raul de Armas - Hisham N. Ashkouri - Gunnar Asplund - Nazier Ataoellah - Edward Larrabee Barnes - Vani Bahl - Luis Barragán - Jos Bascourt - Welton Becket - Adolf Behne - Peter Behrens - Henry P. Beiler - Pietro Belluschi - Ben van Berkel - Hendrik Petrus Berlage - Leo de Bever - Ashok Bhalotra - Bernard Bijvoet - Adrien Blomme - Henri Blomme - Leonard Blomme - Albert Boeken - Alphonse Boelens - Victor Boelens - Ricardo Bofill - Oriol Bohigas i Guardiola - Gottfried Böhm - Mario Botta - Renaat Braem - Claude Fayette Bragdon - Marcel Breuer - Gordon Bunshaft - John Burgee - Daniel Burnham - Santiago Calatrava - Peter Calthorpe - Kevin Cantley - Hugh Casson - Paul Cauchie - James Walter Chapman-Taylor - Serge Chermayeff - David Chipperfield - Josep Antoni Coderch - Mary Colter - Peter Cook - Jerry Cooper - Le Corbusier - Ernest Cormier - Laurie Baker - Charles Correa - Lúcio Costa - Ralph Adams Cram - Charles Howard Crane - Kirtland Cutter - Justus Dahinden - Raimondo Tommaso D'Aronco - Frederic Joseph DeLongchamps - Aimable Delune - Ernest Delune - Leon Delune - Werner Desimpelaere - Triphon De Smet - Lucien De Vestel - Filipe Oliveira Dias - Theo van Doesburg - Andrés Duany - Max Dudler - Willem Dudok - Arthur Dyson - Charles Eames - Ray Eames - John Eberson - Peter Eisenman - Arthur Erickson - Raymond Erith - Aldo van Eyck - Gustave Fache - Hassan Fathy - Sverre Fehn - Émile-José Fettweis - Odette Filippone - Hermann Finsterlin - Theodor Fischer - Harold H. Fisher - Octave Flanneau - O'Neil Ford - Norman Foster - Yona Friedman - Richard Buckminster Fuller - Ignazio Gardella - Antoni Gaudí - Frank Gehry - Haralamb H. Georgescu - Heydar Ghiai - Cass Gilbert - Jean Gilson - Romaldo Giurgola - Hansjörg Göritz - Bruce Goff - Ernő Goldfinger - Bertram Goodhue - Michael Graves - Greene and Greene - Walter Burley Griffin - Nicholas Grimshaw - Walter Gropius - Victor Gruen - Lex Haak - Herman Haan - Oscar Hagerman - Hugo Häring - Wallace Harrison - Arif Hasan - Francis R. Heakes - John Hejduk - Sandi Hilal - Coop Himmelb(l)au - Charles Holden - Hans Hollein - Raymond Hood - Victor Horta - A. R. Hye - Friedensreich Hundertwasser - Arata Isozaki - Arne Jacobsen - Hugh Newell Jacobsen - Helmut Jahn - Pierre Jeanneret - Jon Jerde - Philip Johnson - Clarence H. Johnston sr. - Josep Maria Jujol - Albert Kahn - Louis Kahn - Louis Kamper - Jan Kaplický - Oskar Kaufmann - Raymond M. Kennedy - Edward Killingsworth - Michel de Klerk - Ralph Knott - Austin Eldon Knowlton - Hans Kollhoff - Rem Koolhaas - Piet Kramer - Léon Krier - Jo Kruger - Kisho Kurokawa - Edgar-Johan Kuusik - Ivan Sergei Kuznetsov - Thomas W. Lamb - Marcel Lambrichs - M. A. Lang - Piet Lankhorst - G. Albert Lansburgh - Denys Lasdun - John Lautner - Jerry Lee - Ricardo Legorreta - Firmin Lepage - Jaime Lerner - William Lescaze - Jan Letzel - Amanda Levete - Sigurd Lewerentz - Sicheng Liang (梁思成) - Daniel Libeskind - Maya Lin - El Lissitzky - Gordon W. Lloyd - Elmar Lohk - Adolf Loos - Hans Luckhardt - Wassili Luckhardt - Owen Luder - Edwin Lutyens | M - Z - George Washington Maher - Philip Maher - Fumihiko Maki - Charles Rennie Mackintosh - Imre Makovecz - Robert Mallet-Stevens - George D. Mason - Bernard Maybeck - Wayne McAllister - Duncan McDuffie - Raymond McGrath - McKim, Mead and White - Roy Mason - Richard Meier - Konstantin Melnikov - Erich Mendelsohn - Henry Mercer - Johan van der Mey - Hannes Meyer - Barton Meyers - Giovanni Michelucci - Ludwig Mies van der Rohe - Andrés Mignucci - Vlado Milunić - Enric Miralles - Samuel Mockbee - Rafael Moneo - Roger Montgomery - Arthur Cotton Moore - Charles Willard Moore - Lester S. Moore - Julia Morgan - Raymond Moriyama - Eric Owen Moss - Ivan van Mossevelde - Haji-Baba Moukhtarov - Glenn Murcutt - Robert Natus - Carlos Nemer - Richard Neutra - Oscar Niemeyer - Oscar Nitzchke - Percy Erskine Nobbs - Jean Nouvel - A. G. Odell Jr. - Frei Otto - John Pawson - J.J.P. Oud - Arthur Peabody - Mick Pearce - Ieoh Ming Pei (贝聿明) - César Pelli - Latief Perotti - Fernand Petit - Alessandro Petti - Frits Peutz - Renzo Piano - Stjepan Planić - Jože Plečnik - Hans Poelzig - James Polshek - Giò Ponti - John Russell Pope - Mart Port - John Portman - Christian de Portzamparc - George B. Post - Alain Provost - Freeman A. Pretzinger - Ralph Rapson - Rip Rapson - C. W. Rapp - George L. Rapp - Steen Eiler Rasmussen - Charles Herbert Reilly - Albert Richardson - Henry Hobson Richardson - Gerrit Rietveld - Kevin Roche - Richard Rogers - Aldo Rossi - Wirt C. Rowland - Paul Rudolph - Eero Saarinen - Eliel Saarinen - Eugen Sacharias - Moshe Safdie - Paul Saintenoy - Rogelio Salmona - João Santa-Rita - Carlos A. Santos-Viola - Louis Sauer - Carlo Scarpa - Hans Scharoun - Mart van Schijndel - Rudolph Schindler - Paul Schmitthenner - F.F. Schnitzer - B.M. Schreijer - Margarete Schütte-Lihotzky - Giles Gilbert Scott - Harry Seidler - Josep Lluís Sert - Franz Seulen - H. Craig Severance - Alexey Shchusev - Vladimir Shukhov - Claudio Silvestrin - Álvaro Siza - Ben Smit - Howard Dwight Smith - Jos Smolderen - George Washington Smith - Alison Smithson - Peter Smithson - Paolo Soleri - Alejandro de la Sota - Albert Speer - Basil Spence - Johann Otto von Spreckelsen - Arthur Staal - Jan Frederik Staal - Bruno Stagno - Rudolf Steiner - James Stirling - Edward Durrell Stone - Joseph Sunlight - Jozef-Louis Stynen - Léon Stynen - Roger Taillibert - Benedetta Tagliabue - Kenzo Tange - Jan Tanghe - Bruno Taut - Max Taut - Jan van Teeffelen - Giuseppe Terragni - Quinlan Terry - Benjamin C. Thompson - Franz Tilley - Horace Trumbauer - Bernard Tschumi - Jo Turlings (jr.) - Gilbert Stanley Underwood - Jørn Utzon - William van Alen - Jan Van Asperen - Henry Van de Velde - Eugeen Van Dievoet - Hugo Van Kuyck - Eduard Van Steenbergen - Robert Venturi - Carlos Raúl Villanueva - Rafael Viñoly - Roland Wank - W. H. Weeks - Eyal Weizman - Carl Westman - Paul Williams - Clough Williams-Ellis - Jan Wils - George J. Wimberly - Frank Lloyd Wright - Minoru Yamasaki - Piet Zanstra - Hans Rudolf Zimmerman - Peter Zumthor - Moshé Zwarts |

## 21e eeuw
| A - L - Kunlé Adeyemi - Amorphica - Husaine Amri - Hidetsugu Aneha - Asymptote - Shigeru Ban - Stéphane Beel - Eugenne Cabatan - Marco Casagrande - Emanuel Christ - Thomas Contegiacomo - John Clancy - Preston Scott Cohen - Ellen B. Dickson - Pierre de Mueron - Elizabeth Diller - Andreas Dilthey - Eric Corey Freed - Frederic Bereder - Luis E. Flores - Tony Fretton - Robert Gallant - Christoph Gantenbein - Xaveer de Geyter - Mark Goulthorpe - Zaha Hadid - Hans van Heeswijk - Hubert-Jan Henket - Jacques Herzog - H.R.Hiegel - Sandi Hilal - Steven Holl - Michael Hopkins - Scott Hughes - Toyo Ito - Rein Jansma - E. Fay Jones - Francis Kéré | M - Z - Khaled Bernard Jouby - Justyna Karakiewicz - Rem Koolhaas - Tom Kovac - Kengo Kuma - Greg Lynn - Winy Maas - Michael Maltzan - Thom Mayne - William McDonough - Barbara A. Nadel - Saad Bin Nzir - Abel Oner - Mihir Patel - J.J. Payyapilly - Latief Perotti - Alessandro Petti - Joshua Prince-Ramus - Wolf Prix zie: Coop Himmelb(l)au - Kevin Quinlan - Safa' Rahman - Hani Rashid zie: Asymptote - Simon Rastorguev - James Rees - Marlies Rohmer - Rahim Roudani (II) - Peter Sigmond - Lars Spuybroek - Carl Stein - Jack Travis - Simón Vélez - Kiki Verbeeck - Rafael Viñoly - Nathalie de Vries - Ben Wauford - Eyal Weizman - Robin E. Whitehurst - Peter L. Wilson - James Wines - Gert Wingårdh - Lebbeus Woods - Ken Yeang - Mohamed Yousuf MG - Andrew Zago - Ming Zhang - Robért Zvara - Moshé Zwarts |